# NGC 2429B
NGC 2429B is een elliptisch sterrenstelsel in het sterrenbeeld Lynx. Het hemelobject werd op 10 maart 1874 ontdekt door de Amerikaanse astronoom Ralph Copeland.

## Synoniemen
- MCG 9-13-40
- VV 284
- KCPG 138A
- PGC 21663